# Onzena esmena de la Constitució dels Estats Units

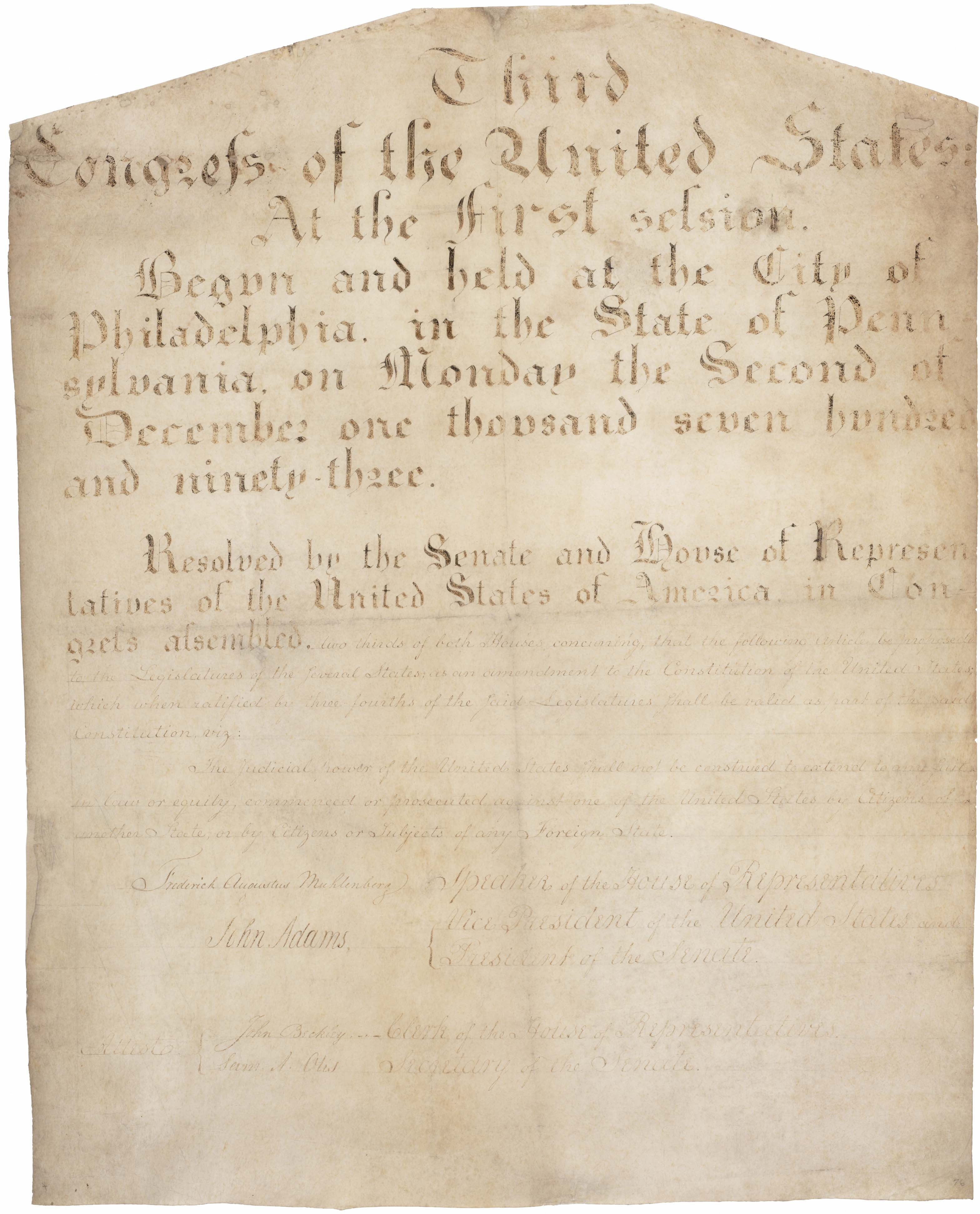
Text original de l'esmena

L'Onzena esmena (en anglès Eleventh Amendment) de la Constitució dels Estats Units, que va ser ratificada al febrer del 1795, atorga immunitat sobirana contra demandes en corts federals per algú de qualsevol altre estat o país a cadascun dels estats dels Estats Units. Va ser adoptada en resposta -i amb la intenció d'anul·lar-la- a la decisió del Tribunal Suprem dels Estats Units en el cas Chisholm contra Geòrgia, 2 O.S. 419 (1793).

## Text
El text de l'esmena diu així:
| « | (català) El poder judicial dels Estats Units no s'ha d'interpretar que s'estén a qualsevol litigi de dret estricte o d'equitat que s'iniciï o prossegueixi contra un dels Estats Units per ciutadans d'un altre estat o per ciutadans o súbdits de qualsevol estat estranger. | (anglès) The Judicial power of the United States shall not be construed to extend to any suit in law or equity, commenced or prosecuted against one of the United States by Citizens of another State, or by Citizens or Subjects of any Foreign State. | » |